# آسا باتار
آسا باتار (به لاتین: Aasa Buttar) در هند با جمعیت ۲٬۶۹۲ نفر است که در پنجاب (هند) واقع شده‌است.